# Нискакоски
Нискакоски (фин. Niskakoski) — бывший порог на реке Патсойоки (Паз). Наряду с Янискоски являлся одним из крупнейших в верхней части реки до возведения каскада Пазских ГЭС. Располагался в 1,2 км ниже её выхода из озера Инариярви, к юго-западу от населённого пункта Виртаниэми. Этимологически топоним восходит к финск.: «ниска» — исток и «коски» — порог.
Порог то исчезал, то появлялся вновь. Впервые был затоплен при строительстве на нём плотины для Янискоски ГЭС финнами в марте 1938 года; сама же ГЭС, располагающаяся значительно ниже по течению, полностью была введена в строй в 1942 году. В ходе отступления германские войска взорвали электростанцию. После войны Сектор Янискоски — Нискакоски площадью 176 км² был выкуплен СССР у Финляндии и присоединён к Мурманской области РСФСР 3 февраля 1947 года. Финская компания «Иматран войма» восстановила плотину в районе. В 1959 ниже по течению реки была построена новая регулирующая плотина Кайтакоски ГЭС, которая заменила предшествующую.